# 596588 Jamesliebert
596588 Jamesliebert este o planetă minoră (asteroid) din centura de asteroizi. A fost descoperită pe 29 noiembrie 2005 la Catalina Station⁠(d) de Catalina Sky Survey. 
Obiectul prezintă o orbită caracterizată de o semiaxă mare de 1,8926157847828 UAi, o excentricitate de 0,099284973179643, o înclinație de 22,100563345677 ° în raport cu ecliptica.